# Manuel Cheiles
Manuel Alberto Cheiles (Magdalena, Provincia de Buenos Aires, Argentina; 6 de agosto de 1954) es un exfutbolista argentino. Gran parte de su carrera se desempeñó en la posición de lateral izquierdo. 

## Trayectoria
A los 15 años comenzó a jugar en las inferiores de Boca Juniors. Allí permaneció un año en la Sexta División, ya que por cuestiones de cercanía (nació en Magdalena, pueblo cercano a La Plata) pidió el pase para emigrar a Gimnasia de La Plata. 
En el "lobo" jugó cinco años y pasó por todas las divisiones inferiores hasta llegar a debutar en la Primera División en 1975 y jugar un año como profesional.  Pero el servicio militar le impidió seguir entrenando de manera regular, que lo privó de concentrar con el resto del plantel, por lo que no fue tenido en cuenta por el club y decidió irse de La Plata en busca de un nuevo club.
En 1977 llega a Olimpo, y desde allí y hasta 1995 su destino se unió para siempre con la historia del club bahiense, donde fue capitán y se convirtió en ídolo. En sus 18 años defendiendo la camiseta del "Aurinegro" se convirtió en el jugador con más partidos disputados en la historia de la institución, con 419 encuentros.  Además, junto a José Ramón Palacio, es el jugador con más títulos ganados en el club, con 11 conquistas, de las que se destacan el Torneo Regional 1984 y el Torneo del Interior 1989. En 1984 participa de la antigua Primera División, en ese entonces llamada Torneo Nacional, donde enfrenta a equipos como Estudiantes de La Plata, Atlanta y Newell's y le marca 2 goles a Unión San Vicente. Tras ser subcampeón del Torneo Regional 1985-86, es titular en los 2 partidos de la Segunda Fase de la Liguilla Pre-Libertadores de 1986 frente a Boca Juniors, donde en la ida empata por 1-1 en La Bombonera y en la vuelta es derrotado en tiempo suplementario por 3-2.
En 1978, se dio el gusto de jugar un amistoso contra la Selección Argentina: como parte de la preparación para el Mundial de 1978, el equipo dirigido por César Luis Menotti llegó a Bahía Blanca para jugar un amistoso en el Estadio Roberto Carminatti contra la Selección de la Liga del Sur, que integraba Cheiles. En dicho partido se enfrentó a jugadores de la talla de Ubaldo Fillol, Diego Maradona, Mario Kempes, Daniel Bertoni, Norberto Alonso, entre otros.
En el lapso de 18 años en Olimpo, tuvo una serie de préstamos a diferentes equipos, en el que se destaca la cesión a Santamarina de Tandil, donde disputó el Torneo Nacional 1985. Tras superar la primera fase en la que enfrentó a Estudiantes de La Plata, Platense y Racing de Córdoba, fue eliminado por dos derrotas ante el Independiente de Ricardo Bochini.
Entre 1979 y 1989, jugó, paralelamente a Olimpo, en el club Unión y Fuerza de su pueblo natal Magdalena, donde contribuyó para ganar los campeonatos de 1979, 80, 82, 83, 85, 87 y 89 de la Liga Chascomunense.
Se retira oficialmente del fútbol en 1996 jugando para Huracán de Guatraché.
En octubre de 2002 se fundó la Fillial "Manuel Cheiles" de La Plata, la primera reconocida oficialmente en el Club Olimpo. Cuenta con alrededor de 100 adherentes y realiza constantemente viajes para ver al "Aurinegro" en Capital Federal y el interior del país.

## Clubes
| Club                              | País      | Año       |
| --------------------------------- | --------- | --------- |
| Gimnasia (LP)                     | Argentina | 1975-1977 |
| Olimpo                            | Argentina | 1977-1995 |
| Unión y Fuerza (Magdalena)        | Argentina | 1979-1989 |
| Santamarina                       | Argentina | 1985      |
| Argentino (Tres Lomas)            | Argentina | 1986      |
| Fútbol y Tenis (Mayor Buratovich) | Argentina | 1990      |
| Argentino Juniors (Darregueira)   | Argentina | 1990      |
| Rosario Puerto Belgrano           | Argentina | 1991      |
| Huracán (Guatraché)               | Argentina | 1996      |

Entre 1979 y 1989 jugó en Unión y Fuerza (Magdalena), paralelamente a Olimpo.